# Rienat Dubinski
Rienat Wiaczesławowicz Dubinski (ros. Ренат Вячеславович Дубинский; ur. 6 maja 1979 w Aktau) – kazachski piłkarz występujący na pozycji obrońcy.

## Kariera klubowa
Dubinski karierę rozpoczynał w 1995 roku w rosyjskim czwartoligowym zespole Agidiel Ufa. W 1996 roku został zawodnikiem pierwszoligowej Bałtiki Kaliningrad. Nie rozegrał tam jednak żadnego spotkania i w 1997 roku odszedł do drugoligowego Dinama Stawropol. Spędził tam sezon 1997, jednak również nie wystąpił w żadnym meczu.
W 1998 roku Dubinski przeszedł do trzecioligowego Nartu Czerkiesk. Na początku sezonu 1998 odszedł jednak stamtąd do czwartoligowego Lokomotiwu Mineralne Wody. W 1999 roku wrócił do Dinama Stawropol. Występował tam przez sezon 1999, a następnie przeniósł się do Bałtiki Kaliningrad, również grającej już w drugiej lidze.
W trakcie sezonu 2001 Dubinski przeszedł do także drugoligowego Szynnika Jarosław. W tym samym roku awansował z nim do pierwszej ligi. Zadebiutował w niej 16 marca 2002 w wygranym 2:0 meczu z Ałaniją Władykaukaz. W Szynniku grał do 2005 roku. Potem odszedł do drugoligowego Urału Jekaterynburg. W 2006 roku występował w kazachskim zespole FK Aktöbe i wywalczył z nim wicemistrzostwo Kazachstanu. Z kolei w 2007 roku po raz trzeci był graczem Bałtiki Kaliningrad, w której barwach zakończył też karierę.

## Kariera reprezentacyjna
W reprezentacji Kazachstanu Dubinski zadebiutował 20 sierpnia 2003 w przegranym 0:1 towarzyskim meczu z Portugalią. W latach 2003–2006 w drużynie narodowej rozegrał 13 spotkań.